# Католицька церква в Кабо-Верде
Като́лицька це́рква в Ка́бо-Ве́рде — найбільша християнська конфесія Кабо-Верде. Складова всесвітньої Католицької церкви, яку очолює на Землі римський папа. Керується конференцією єпископів. Станом на 2004 рік у країні нараховувалося близько 432 000 католиків (92,9% від усього населення). Існувало 2 діоцезій, які об'єднували 31 церковних парафій.  Кількість  священиків — 52 (з них представники секулярного духовенства — 17, члени чернечих організацій — 35), постійних дияконів — 0, монахів — 42, монахинь — 134.